# Děrevňa durakov
Děrevňa durakov (v ruském originále Деревня дураков) je seriál z ruského venkova. Hlavní postavy jsou Mužik, Baba, Morjačok a Medvěd. Každá epizoda obvykle trvá do 10 minut. Jak Mužik, tak i Morjačok jsou opilci a rádi pijí vodku, zato Mužikova manželka Baba nepije alkohol. Baba nemá ráda, když se její muž opíjí, a tak vzniká spousta hádek hlavně kvůli vodce, kterou Baba svému muži pořád zakazuje.
Pro seriál je typická chytlavá melodie, která je známá mezi mladými jako Cover Orange, podle videohry ve které hraje jako hudba na pozedí.

## Obsazení
| Sergej Gladkov  | Mužik    |
| Taťjana Ivanova | Baba     |
| Vadim Nabokov   | Morjačok |
| Alexej Agopjan  | Medvěd   |

### Mužik
Nosí tmavě hnědý kabát, kalhoty s červenými pruhy, červenou, na hlavě má červenohnědou čepici a ještě nosí vyznamenání za odvahu. Má bílý obličej s černými kruhy okolo očí a červený nos. Umí hrát na balalajku a harmoniku, svoji ženu miluje, ale zároveň z ní má i strach. I když si dřív vysloužil vyznamenání, tak je už líný a hodně pije. Neustálé vymýšlí způsoby, jak se opít, a když se opíjí, tak ho Baba zato mlátí po hlavě válečkem nebo pánví.

### Baba
Nosí zelené šaty. Dělá všechny domácí a hospodářské práce a nutí do práce svého Mužika. Má celý arzenál pánví, kterými hlavně mlátí svého Mužika.

### Morjačok
Má bílý obličej, modré okolí úst a pod očima má modré tečky. Nosí modré kalhoty, bílé tričko a čapku s oranžovou bambulkou. Je to kamarád Mužika a chodí k němu často na návštěvu. Hodně pije a rád se nají na cizí účet. V kapsách nosí plechové hrnky na vodku a dřevěnou lžíci. Často také přinese vodku aby mohl s Mužikem pít (ale jen do doby, než Baba zjistí, že se oba opíjejí, a vrhne se na ně s pánví). Morjačok je také ženatý, ale jeho žena ještě slouží u námořnictva.

### Medvěd
Je dobrácký, hloupý, umí jezdit na kole, roznáší poštu a je také ženatý. Ze začátku se ho Mužik bál, ale poté se s ním spřátelil. Medvěd často bývá obětní beránek ostatních postav.